# Mauri Sariola
Mauri Aukusti Sariola, född 25 november 1924 i Helsingfors, död där 9 augusti 1985, var en finsk författare, mest känd för sina detektivromaner.
Sariols skrev fler än 80 romaner varav omkring hälften är inom kriminalgenren. Hans böcker har sålt i två miljoner exemplar i Finland och översatts till över tio språk. Han var gift med Tuula Sariola.